# Constantin Macarovici (militar)
Constantin Macarovici (n. 17 mai 1872 - d. ?) a fost unul dintre ofițerii Armatei României, care a exercitat comanda unor mari unități și unități militare, pe timp de război, în perioada Primului Război Mondial și operațiilor militare postbelice. 
A îndeplinit funcții de comandant de regiment și de brigadă în campaniile din anii 1916-1919.

## Cariera militară
După absolvirea școlii militare de ofițeri cu gradul de sublocotenent, Constantin Neculcea a ocupat diferite poziții în cadrul unităților de artilerie sau în eșaloanele superioare ale armatei, cea mai importantă fiind cea de comandant al Regimentului 24 Artilerie.
În cadrul acțiunilor militare postbelice, a comandat Brigada 23 Artilerie (1919), luând parte la Operațiunile dintre Munții Apuseni și Tisa (15 aprilie-1 mai 1919)

## Decorații
- Ordinul „Coroana României”,clasa a V-a  (1912)
- Ordinul „Steaua României”, în timp de pace , clasa a V-a(1913)